# Élections législatives de 1967 dans l'Aude
Les élections législatives françaises de 1967 se déroulent les 5 et 12 mars 1967.  Dans le département de l'Aude, trois députés sont à élire dans le cadre de trois circonscriptions.

## Élus
| Circonscription | Député sortant | Parti | Parti | Député élu ou réélu | Parti | Parti       |
| --------------- | -------------- | ----- | ----- | ------------------- | ----- | ----------- |
| 1re             | Jules Fil      |       | SFIO  | Georges Guille      |       | SFIO (FGDS) |
| 2e              | Francis Vals   |       | SFIO  | Francis Vals        |       | SFIO (FGDS) |
| 3e              | Lucien Milhau  |       | SFIO  | Lucien Milhau       |       | SFIO (FGDS) |

## Résultats

### Résultats à l'échelle du département
| Parti          | Parti                                           | Premier tour | Premier tour | Second tour | Second tour | Sièges |
| Parti          | Parti                                           | Voix         | %            | Voix        | %           | Sièges |
| -------------- | ----------------------------------------------- | ------------ | ------------ | ----------- | ----------- | ------ |
|                | Section française de l'Internationale ouvrière  | 59 054       | 41,93        | 91 052      | 66,42       | 3      |
|                | Fédération de la gauche démocrate et socialiste | 59 054       | 41,93        | 91 052      | 66,42       | 3      |
|                |                                                 |              |              |             |             |        |
|                | Union des démocrates pour la Ve République      | 35 149       | 24,96        | 46 038      | 33,58       | 0      |
|                | Union des républicains de progrès               | 35 149       | 24,96        | 46 038      | 33,58       | 0      |
|                |                                                 |              |              |             |             |        |
|                | Parti communiste français                       | 32 265       | 22,91        | Retrait     | Retrait     | 0      |
|                | Progrès et démocratie moderne                   | 12 309       | 8,74         |             |             | 0      |
|                | Parti radical (hors FGDS)                       | 2 054        | 1,46         | 0           |             |        |
|                |                                                 |              |              |             |             |        |
| Inscrits       | Inscrits                                        | 175 122      | 100,00       | 175 062     | 100,00      | 3      |
| Abstentions    | Abstentions                                     | 30 285       | 17,29        | 31 529      | 18,01       |        |
| Votants        | Votants                                         | 144 837      | 82,71        | 143 533     | 81,99       |        |
| Blancs et nuls | Blancs et nuls                                  | 4 006        | 2,77         | 6 443       | 4,49        |        |
| Exprimés       | Exprimés                                        | 140 831      | 97,23        | 137 090     | 95,51       |        |

### Résultats par circonscription

#### Première circonscription (Carcassonne)
| Candidat       | Candidat           | Parti          | Premier tour | Premier tour | Second tour | Second tour |  |
| Candidat       | Candidat           | Parti          | Voix         | %            | Voix        | %           |  |
| -------------- | ------------------ | -------------- | ------------ | ------------ | ----------- | ----------- |  |
|                | Georges Guille élu | SFIO (FGDS)    | 15 348       | 32,53        | 27 601      | 60,62       |  |
|                | Félix Roquefort    | PCF            | 13 584       | 28,79        | Retrait     | Retrait     |  |
|                | Robert Vié         | UD-Ve          | 11 865       | 25,15        | 17 931      | 39,38       |  |
|                | Gérard Vidal       | CD (PDM)       | 4 335        | 9,19         |             |             |  |
|                | Julien Etoré       | Radical        | 2 054        | 4,35         |             |             |  |
|                |                    |                |              |              |             |             |  |
| Inscrits       | Inscrits           | Inscrits       | 58 089       | 100,00       | 58 066      | 100,00      |  |
| Abstentions    | Abstentions        | Abstentions    | 9 758        | 16,8         | 10 136      | 17,46       |  |
| Votants        | Votants            | Votants        | 48 331       | 83,2         | 47 930      | 82,54       |  |
| Blancs et nuls | Blancs et nuls     | Blancs et nuls | 1 145        | 2,37         | 2 398       | 5           |  |
| Exprimés       | Exprimés           | Exprimés       | 47 186       | 97,63        | 45 532      | 95          |  |

#### Deuxième circonscription (Narbonne)
| Candidat       | Candidat                   | Parti          | Premier tour | Premier tour | Second tour | Second tour |  |
| Candidat       | Candidat                   | Parti          | Voix         | %            | Voix        | %           |  |
| -------------- | -------------------------- | -------------- | ------------ | ------------ | ----------- | ----------- |  |
|                | Francis Vals sortant réélu | SFIO (FGDS)    | 25 493       | 49,81        | 37 452      | 76,67       |  |
|                | René Fabrégat              | PCF            | 11 920       | 23,29        | Retrait     | Retrait     |  |
|                | Pierre Granger             | UD-Ve          | 9 233        | 18,04        | 11 398      | 23,33       |  |
|                | Jean Sabiani               | CD (PDM)       | 4 537        | 8,86         |             |             |  |
|                |                            |                |              |              |             |             |  |
| Inscrits       | Inscrits                   | Inscrits       | 63 899       | 100,00       | 63 875      | 100,00      |  |
| Abstentions    | Abstentions                | Abstentions    | 11 226       | 17,57        | 12 482      | 19,54       |  |
| Votants        | Votants                    | Votants        | 52 673       | 82,43        | 51 393      | 80,46       |  |
| Blancs et nuls | Blancs et nuls             | Blancs et nuls | 1 490        | 2,83         | 2 543       | 4,95        |  |
| Exprimés       | Exprimés                   | Exprimés       | 51 183       | 97,17        | 48 850      | 95,05       |  |

#### Troisième circonscription (Castelnaudary - Limoux)
| Candidat       | Candidat                    | Parti          | Premier tour | Premier tour | Second tour | Second tour |  |
| Candidat       | Candidat                    | Parti          | Voix         | %            | Voix        | %           |  |
| -------------- | --------------------------- | -------------- | ------------ | ------------ | ----------- | ----------- |  |
|                | Lucien Milhau sortant réélu | SFIO (FGDS)    | 18 213       | 42,89        | 25 999      | 60,88       |  |
|                | François Clamens            | app. UD-Ve     | 14 051       | 33,09        | 16 709      | 39,12       |  |
|                | Maurice Villanove           | PCF            | 6 761        | 15,92        | Retrait     | Retrait     |  |
|                | Robert de Gentil-Baichis    | CD (PDM)       | 3 437        | 8,09         |             |             |  |
|                |                             |                |              |              |             |             |  |
| Inscrits       | Inscrits                    | Inscrits       | 53 134       | 100,00       | 53 121      | 100,00      |  |
| Abstentions    | Abstentions                 | Abstentions    | 9 301        | 17,5         | 8 911       | 16,77       |  |
| Votants        | Votants                     | Votants        | 43 833       | 82,5         | 44 210      | 83,23       |  |
| Blancs et nuls | Blancs et nuls              | Blancs et nuls | 1 371        | 3,13         | 1 502       | 3,4         |  |
| Exprimés       | Exprimés                    | Exprimés       | 42 462       | 96,87        | 42 708      | 96,6        |  |